# Affo Érassa
Affo Érassa (* 19. Februar 1983 in Lomé) ist ein ehemaliger togoischer Fußballspieler, der im defensiven Mittelfeld spielt.

## Karriere
Érassa begann seine Karriere in seiner Heimat beim Erstligisten AC Merlan. 2004 wechselte er nach Europa und landete in Frankreich bei dem unterklassig spielenden Clermont Foot. Nach einer für ihn erfolglosen Saison, in der er kaum zum Einsatz kam, verließ er den Verein und ging zum Drittligisten AS Moulins, mit dem er allerdings in die viertklassige CFA abstieg.
Érassa vertritt Togo bei Länderspielen. Sein Debüt feierte er im September 2002 im Spiel gegen Libyen. Obwohl Érassa bisher in Europa nur in unterklassigen Ligen spielte, gehörte er im Sommer 2006 zum Aufgebot Togos bei der Weltmeisterschaft in Deutschland. Allerdings kam er nicht zum Einsatz.